# Mandevilla subscorpoidea
Mandevilla subscorpoidea är en oleanderväxtart som beskrevs av Elmer Ottis Wooton. Mandevilla subscorpoidea ingår i släktet Mandevilla och familjen oleanderväxter. Inga underarter finns listade i Catalogue of Life.